# Belagerung von Philippsburg (1688)

Plan der Belagerung von Philippsburg: Kupferstich nach Sébastien de Beaulieu von 1692

Die Belagerung von Philippsburg 1688 war die erste große militärische Aktion im Pfälzischen Erbfolgekrieg. Die Belagerung begann am 27. September 1688 mit der Einschließung der Festung Philippsburg durch französische Truppen und endete am 30. Oktober mit der Kapitulation der Besatzung.

## Aufmarsch

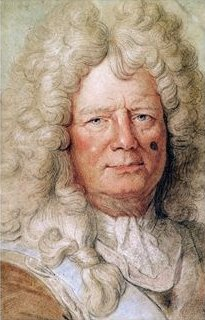
Sébastien Le Prestre de Vauban (1633–1707)

Die ersten größeren Kampfhandlungen des Krieges begannen am 27. September 1688 mit der Einschließung der Festung Philippsburg, die von Graf Maximilian von Starhemberg verteidigt wurde. Ihm unterstand nur ein einziges Regiment mit etwas über 2.000 Mann, anfangs taugten davon wegen Krankheiten nur um die 1.600 Mann für den Kampf. An Geschützen gab es 17 Batteriestücke und 90 kleine Kanonen. Proviant und Munition waren ausreichend vorhanden, doch mangelte es an Wein sowie an kampferfahrenen Soldaten und Unteroffizieren: Nur 8 Offiziere waren in der Festung, darunter auch der Neffe des Grafen, Obristlieutnant Reichard von Starhemberg, und im Regiment dienten nur 20 Mann mit Kampferfahrung. Das französische Heer unter dem Oberbefehl des Dauphin Louis von Frankreich umfasste 30.000 – 40.000 Mann mit 52 Geschützen schwersten Kalibers und 24 Mörsern. Dem französischen Marschall Marquis de Vauban war die Leitung der Belagerung anvertraut. Er hat zu Lebzeiten an 53 Belagerungen und 140 Gefechten teilgenommen, war am Bau oder Ausbauten von insgesamt 160 Festungsanlagen beteiligt und gilt als einer der besten Festungsbaumeister und Belagerungstaktiker seiner Zeit.

## Verlauf der Kampfhandlungen
Am 1. Oktober begannen die Franzosen damit, durch Beschuss mit Kanonen die „fliegende Brücke“ zu zerstören, die einzige Verbindung zwischen der Hauptfestung und der Rheinschanze, einer kleineren Befestigung am anderen Rheinufer. Nachdem Starhemberg bemerkt hatte, dass die Franzosen gegen das vorher unbemannte Werk eine Batterie errichteten und Laufgräben anlegten, besetzte er die Rheinschanze mit 50 Mann und hielt den Feind dadurch sechs Tage lang auf. Als die Franzosen am 4. Oktober mit dem Beschuss begannen und ihre Laufgräben öffneten, brachte man die Verteidiger unbemerkt mit Schiffen über den Rhein in Sicherheit.
Der Verlust der Rheinschanze war jedoch nachteilig für die Verteidiger. Weil Philippsburg gegen den Rhein hin schlecht gesichert war, nahmen die Franzosen jetzt von dort aus mit ihrer Artillerie die Werke und Bastionen der Festung recht ungehindert unter Beschuss. Am 6. Oktober entwarf Marschall Vauban den Angriffsplan. Er sah vor, durch drei Angriffe an verschiedenen Punkten gleichzeitig die ohnehin schon schwachen Einheiten der Verteidiger zu trennen, um so Mal um Mal die Bastionen der Festung leichter zu erobern. 
Kurze Zeit danach führte man ihn aus. Unter dem Schutz der Nebenangriffe kamen die Sappeureinheiten trotz heftigen Beschusses der Kaiserlichen gut voran. Da es aber noch an geeignetem Belagerungsmaterial fehlte, begann man noch nicht mit den Arbeiten am Hauptangriffspunkt. Die Nebenangriffe führten die Franzosen jedoch bis zum 9. Oktober fort und die französischen Sappeure arbeiteten sich dabei bis an die Gräben der Bastionen heran.

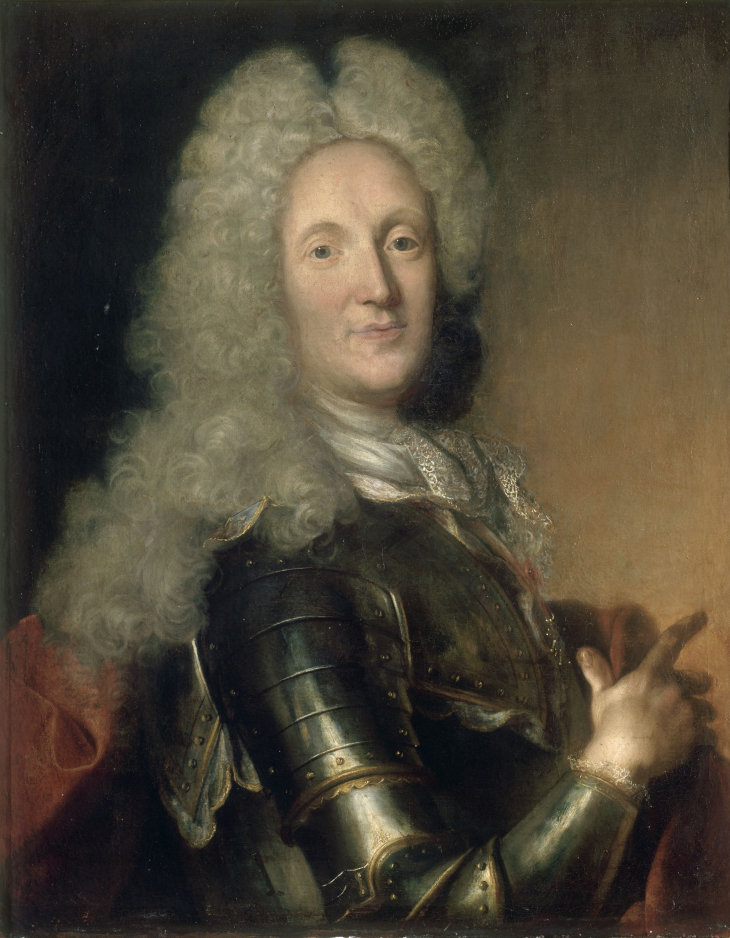
Lieutenant-général Nicolas Catinat

Daraufhin hielt man inne, weil man zunächst die Vollendung der Geschützbatterien abwarten wollte. Bei Tagesanbruch des 10. Oktober öffnete man die Laufgräben des Haupts und der Sturm auf Philippsburg begann. 
Währenddessen standen Festung und Festungswerke unter andauerndem Mörserbeschuss, durch den sämtliche Gebäude zerstört und die Brunnen verschüttet wurden. Die Wälle wurden an den Tagen so sehr demoliert, dass man nicht mehr auf ihnen laufen konnte.  In den Nächten schütteten 200 Mann der Verteidiger die Löcher wieder zu, damit sie am nächsten Morgen wieder halbwegs begehbar waren.
Der Hauptangriff stockte aufgrund heftigen Gegenfeuers und hoher Verluste der Franzosen. Bis zum 12. Oktober gruben die Sappeure weiter an den Laufgräben, die meistens schon bis zu den Gräben der Festung reichten. Am nächsten Tage stürmten sie ein kleines vorgeschobenes Festungswerk. Am 14. Oktober entschlossen sich die Verteidiger zu einem Ausfall, drangen dabei gegen den Hauptangriff bis in die feindlichen Laufgräben vor und begannen die Belagerungsarbeiten einzureißen. Erst als die Franzosen unter Lieutenant-général Catinat einen Gegenangriff begannen, musste sich der Ausfalltrupp unter hohen Verlusten wieder zurückziehen. Ein weiterer Ausfall gegen einen Nebenangriff war weniger erfolgreich und wurde blutig zurückgeschlagen.
Da die Verteidiger große Verluste erlitten, suchten sie um einen Waffenstillstand an, um die Verwundeten bergen und versorgen zu können. Catinat willigte in ihn ein unter der Bedingung, dass nur französische Soldaten die Verwundeten tragen sollten. Sein Ansinnen war nicht uneigennützig, denn er schickte zwei als Soldaten verkleidete Pionieroffiziere als Krankenträger, die den Zustand der Festungswerke und die Umgebung ausspionierten. Sie brachten nützliche Informationen zurück. Unter anderem, dass ein Graben nur 2 Fuß Wassertiefe hatte und dass sich durch den Sumpf vor der Festung, der bisher als fast undurchdringlich galt, ein mehrere Meter breiter Damm zog.
Während der nächsten Tage führten die Belagerer im strömenden Regen die Grabungsarbeiten fort und legten neue Batterien an. Am 17. Oktober unternahmen die Belagerten einen erneuten Ausfall gegen die Angriffsarbeiten, die Franzosen erlitten dabei zwar große Verluste, doch das Werk der Sappeure wurden nur wenig geschädigt. Während der nächsten Nacht begannen die Franzosen, das Wasser aus dem Wallgraben abzulassen. Am 18. Oktober konnten die Belagerten wieder einen kleinen Sieg feiern, denn es war ihnen gelungen, ein Geschütz zu zerstören und eine Pulverkammer zu sprengen.
In der Nacht des 19. auf den 20. Oktober begannen die Franzosen damit, den Wallgraben vor dem rechten Hornwerksflügel aufzufüllen; unter starkem Feuer der Verteidiger erlitten sie dabei große Verluste. Nach einem starken vorangehenden Bombardement auf das Hornwerk schritten die Franzosen am 20. Oktober zu einem Großangriff auf dieses Werk. Seine Wachmannschaft war beim Bombardement in Deckung gegangen und bemerkte nun den Angriff gar nicht. Die Franzosen konnten große Truppenteile über den bereits trockenen Graben schaffen und den Verteidigern in den Rücken fallen. Daraufhin geriet die Wachmannschaft in Panik und floh.
Hauptmann Graf Archo versuchte mit 60 Mann die Lage zu retten. Trotz seines tapferen Widerstandes, bei dem er im Kampf fiel, wurde das Hornwerk erobert und nur wenige der 140 Verteidiger konnten sich retten. An eine Rückeroberung war nicht zu denken, da die Moral der Verteidiger einen neuen Tiefpunkt erreicht hatte. Wein war praktisch nicht mehr vorhanden und den Durst konnte man nur mehr mit Morastwasser stillen. Zudem war aufgrund der unausgesetzten Strapazen ein allgemeiner Aufstand der Truppe und der Zivilbevölkerung zu befürchten.
Bis zum 26. Oktober fuhren die Franzosen mit den Sappeurarbeiten und der Sicherung der eroberten Werke und Bastionen fort, immer wieder von kleineren Ausfällen der Verteidiger gestört. Nun war sich Marschall Vauban sicher, dass nur noch ein früh einbrechender Winter oder Entsatz einen Sieg verhindern könnte. Der Wintereinbruch war wahrscheinlicher, weil dem Kaiser die Mittel fehlten, ein weiteres Heer zum Entsatz aufzustellen.
Vom selben Tag an ließ Vauban die Mittelbastion des Kronwerkes mit 18 Geschützen schwersten Kalibers zwei Tage hindurch beschießen. Am 28. dann war sie nur noch eine Ruine, wurde aber immer noch verteidigt. In der folgenden Nacht spionierten zwei Freiwillige die zerstörte Mittelbastion des Kronwerkes und die Besatzungen aus, danach hielt es Marschall Vauban für sturmreif.
Der Großangriff begann gerade zur Zeit, als Graf Maximilian von Starhemberg mit seinen Offizieren über eine Kapitulation beriet. Schon seit Tagen waren alle Offiziere der Meinung, man solle kapitulieren, Graf Maximilian von Starhemberg widersprach bisher. Die Franzosen konnten sich beim Kronwerk festsetzen, worauf Maximilian erneut einen Gegenangriff befahl. Doch er konnte die Mannschaft nicht dazu bewegen. Als Vauban dieses Zögern bemerkte, blies er zum Generalsturm. Nach kurzem Widerstand mussten sich die Kaiserlichen im Kronwerk zurückziehen, um nicht von der Übermacht überrannt zu werden. Am Ende des Tages war das Kronwerk verloren und nur noch die Hauptfestung wurde verteidigt. Mit stark geschwächten und entmutigten Truppen konnte man keinen weiteren Sturm mehr abwehren.

## Kapitulation und Nachspiel
Am 30. Oktober kapitulierte die Festung nach 32 Belagerungstagen. Die Belagerten erhielten freien Abzug und sicheres Geleit nach Ulm. Am 1. November verließ Starhemberg mit rund 1500 Mann, 100 Wagen und 6 Geschützen die Festung. Nachdem die Franzosen sie besetzt hatten, fanden sie darin unter anderem noch 150.000 Pfund Pulver, 22.000 Kugeln, 1.600 Säcke Getreide und 124 Geschütze jeglichen Kalibers vor. Die Franzosen beklagten bei der Belagerung nach eigenen Angaben 587 Tote und 1013 Verwundete, während die Kaiserlichen etwa 600 Mann verloren hatten. In Ulm angelangt, wurde Graf Maximilian von Starhemberg nach Wien zitiert, wo er sich vor einer Militärkommission wegen der Übergabe von Philippsburg zu verantworten hatte. Die Kommission sprach ihn vollständig frei.